# Spragueia dama
Spragueia dama är en fjärilsart som beskrevs av Achille Guenée 1952. Spragueia dama ingår i släktet Spragueia och familjen nattflyn. Inga underarter finns listade i Catalogue of Life.